# لويس سوليفان
     لشخصية أخرى تحمل اسم لويس سوليفان، طالع لويس سوليفان (توضيح).

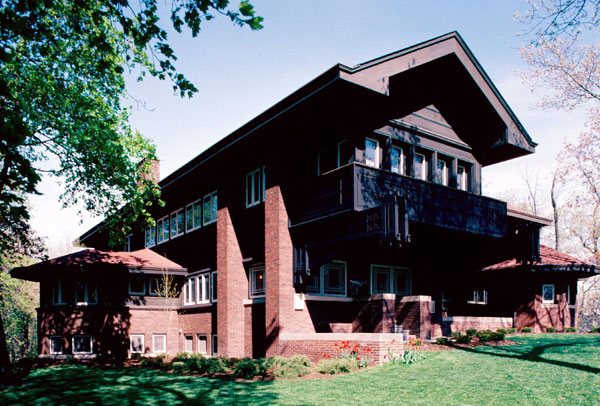
إحدى أعمال لويس سوليفان.

لويس هنري سوليفان (بالإنجليزية: Louis Henry Sullivan) ولد بتاريخ (3 أيلول 1856 – 14 نيسان 1924م) من أشهر المعماريين الأمريكيين، احتل المكانة نفسها التي أشتهر بها فرانك لويد رايت وهنري هوسبون ريتشاردسون. وظهر تأثير سوليفان نتيجة لجودة وإصالة تصميماته المعمارية وكذلك من كتاباته المبدعة عن النظرية المعمارية. وكان رائدًا لمدرسة شيكاغو المعمارية.
قام سوليفان، أكثر من أي مهندس معماري آخر في القرن التاسع عشر الميلادي، بجمع الخطوط الرئيسية للمعمار والهندسة مع النظريات الشاملة للطبيعة والتغير الاجتماعي. واعتبر سوليفان أن ابتكار مبنى ما، ليس مجرد مشكلة تصميم وتلبية للاحتياجات العملية أو تطوير تصميم إنشائي، وإنما هو في رأيه تعبير عن نظرة للإنسانية، وللطبيعة، والمجتمع. وقد استخدم الزخرفة والتصميم والمنافع، والبناء للتعبير عن فلسفته هذه، وردد وروّج لعبارته المشهورة الشكل يتبع الوظيفة، ورأى أن الوظيفة تعني أكثر من مجرد إرضاء للاحتياجات العملية أو الوصول إلى بناء منطقي، وإنما يجب أن يكون المبنى عضويًا من الناحية الوظيفية، بمعنى أنه يجب أن يكون تعبيرًا عن وجهة نظر المهندس تجاه الطبيعة والمجتمع.

## نشأته
وُلد سوليفان في بوسطن بولاية ماساشوسيتس عام 1856م ثم التحق بشركة دانكمار أدلر المعمارية بشيكاغو عام 1879م، وأصبح بعد سنتين شريكًا كاملاً معه في الشركة. ويبدو أن سوليفان وأدلر كانت تجمعهما علاقة عمل مثالية، فكان سوليفان مسؤولا عن تصميم المباني، أما أدلر فكان يركز على حل المشكلات الهندسية، والحصول على الزبائن. ويعتبر مبنى الاجتماعات العامة بشيكاغو (1886م – 1889م) أول تصميم أصيل لسوليفان. وقد صمم أيضًا في عام 1890م مبنى واينرايت بمدينة سانت لويس بولاية ميسوري وهو يُعد من أول المباني المعبرة بوضوح عن قوة الدفع الرأسية لناطحة السحاب.
وانفصل سوليفان وأدلر عام 1895م، وانحسرت شهرة ونجاح سوليفان بوصفه مهندسا معماريا بسرعة كبيرة واستطاع فقط بعد عام 1900م الحصول على عدة مشاريع لبناء مصارف ومبان ومكاتب صغيرة في وسط غربي أمريكا. وعلى الرغم من صغر حجم تلك المشاريع إلا أن مبانيها تعتبر من أجمل وأرقى ابتكارات سوليفان على الإطلاق.
خلال سنواته الأخيرة، ركز سوليفان كثيرًا من مجهوده على الكتابة التي من أشهرها كتاب أحاديث روضة الأطفال (1901 – 1909م)؛ كتاب السيرة الذاتية لفكرة ما (1924م).

## فلسفته التصميمية
- الشكل يتبع الوظيفة (Form follows function)
- استخدام التصميم المعماري في التعبير عن عناصر التصميم وطرق الإنشاء بدلا من إخفائها بالزخارف التقليدية.

## روابط خارجية
- لويس سوليفان على موقع الموسوعة البريطانية (الإنجليزية)
- لويس سوليفان على موقع إن إن دي بي (الإنجليزية)